# Olympische Sommerspiele 1956/Teilnehmer (Bahamas)
| Gelbes Symbol für Goldmedaillen mit stilisierten Olympischen Ringen | Graues Symbol für Silbermedaillen mit stilisierten Olympischen Ringen | Braundes Symbol für Bronzemedaillen mit stilisierten Olympischen Ringen |
| ------------------------------------------------------------------- | --------------------------------------------------------------------- | ----------------------------------------------------------------------- |
| —                                                                   | —                                                                     | 1                                                                       |

Die Bahamas nahmen an den Olympischen Sommerspielen 1956 im australischen Melbourne mit einer Delegation von vier Sportlern an vier Wettkämpfen in zwei Sportarten teil.
Nach 1952 war es die zweite Teilnahme der Bahamas an Olympischen Sommerspielen.
Jüngster Athlet war mit 18 Jahren und 253 Tagen der Leichtathlet Tom Robinson, ältester Athlet der Segler Durward Knowles (39 Jahre und 25 Tage).

## Medaillen
Mit einer gewonnenen Bronzemedaille belegte das Team der Bahamas Platz 35 im Medaillenspiegel.

### Bronze
| Name                                  | Sportart | Wettbewerb |
| ------------------------------------- | -------- | ---------- |
| Sloane Farrington und Durward Knowles | Segeln   | Star       |

## Teilnehmer nach Sportarten

### Leichtathletik
- Tom Robinson
  - 100 Meter Lauf

1. Runde: ausgeschieden in Lauf fünf (Rang vier), 10,9 Sekunden (handgestoppt), 11,06 Sekunden (automatisch gestoppt)
  - 200 Meter Lauf

1. Runde: ausgeschieden in Lauf fünf (Rang vier), 21,6 Sekunden (handgestoppt), 21,76 Sekunden (automatisch gestoppt)

### Segeln
Star
- Ergebnisse
Finale: 5.223 Punkte, Platz 3 
1. Rennen: 0879 Punkte, 2:56:04 Stunden, Rang 2
2. Rennen: 0879 Punkte, 3:11:24 Stunden, Rang 2
3. Rennen: 0481 Punkte, 3:29:14 Stunden, Rang 5
4. Rennen: 0879 Punkte, 2:56:50 Stunden, Rang 2
5. Rennen: 1180 Punkte, 3:03:59 Stunden, Rang 1
6. Rennen: 0703 Punkte, 3:23:20 Stunden, Rang 3
7. Rennen: 0703 Punkte, 3:02:15 Stunden, Rang 3
- Mannschaft
Sloane Farrington
Durward Knowles

Einzel
- Kenneth Albury
  - Finn-Dinghy

Finale: 3.182 Punkte, Platz 9
1. Rennen: 226 Punkte, 3:35:50 Stunden, Rang 15
2. Rennen: 448 Punkte, 3:40:25 Stunden, Rang 09
3. Rennen: 198 Punkte, 3:52:19 Stunden, Rang 16
4. Rennen: 703 Punkte, 3:18:52 Stunden, Rang 05
5. Rennen: 800 Punkte, 3:32:24 Stunden, Rang 04
6. Rennen: 557 Punkte, 3:28:46 Stunden, Rang 07
7. Rennen: 448 Punkte, 3:24:45 Stunden, Rang 09